# Triangolo femorale
In anatomia topografica il triangolo femorale o di Scarpa (da Antonio Scarpa) è una regione situata nella parte superiore, anteriore e mediale della coscia. Si presenta come una depressione dalla forma di piramide triangolare con apice rivolto verso il basso e base in alto. Esso dà passaggio al muscolo ileopsoas e al nervo femorale, a vasi arteriosi, venosi e linfatici femorali e al linfonodo di Cloquet.

## Disposizione e rapporti
Il triangolo femorale è delimitato:
- nello spigolo superiore dal legamento inguinale, che va dalla spina iliaca antero-superiore alla tuberosità pubica.
- nello spigolo laterale dal muscolo sartorio, che va dalla spina iliaca antero-superiore alla superficie mediale della tibia, medialmente rispetto alla tuberosità tibiale.
- nello spigolo mediale dal muscolo adduttore lungo, che va dalla faccia anteriore del ramo superiore del pube alla linea aspra del femore.

L'apice è diretto inferiormente e corrisponde alla sovrapposizione dei muscoli sartorio e adduttore lungo. Prosegue inferiormente con il canale dei vasi femorali. La base è costituita dalla Lacuna Vasorum.
La parete laterale è caratterizzata dal muscolo ileopsoas. La parete mediale è caratterizzata dal muscolo pettineo. Tra i muscoli pettineo e psoas si forma la fossa ileopettinea, rivestita dalla fascia ileopettinea.
La parete anteriore è costituita dalla fascia lata, presenta centralmente la fascia cribrosa per il passaggio di numerosi vasi sanguigni (tra cui la vena grande safena) e linfatici.

### Suddivisione interna
La benderella ileo-pettinea suddivide nel Triangolo di Scarpa: la lacuna muscolare, posta lateralmente e la lacuna dei vasi posta medialmente.
- La lacuna muscolare è composta dal muscolo Ileopsoas e dal nervo femorale (situato mediamente al muscolo)
- La lacuna dei vasi, o lacuna vasorum, alloggia medialmente rispetto alla lacuna muscolare e comprende: l'arteria femorale, la vena femorale, i vasi linfatici e i linfonodi inguinali profondi (il linfonodo di Cloquet).

### Contenuti
Il triangolo femorale è importante perché viene attraversato da diverse strutture vitali. Le seguenti strutture sono citate dalla parte laterale a quella mediale:
- Nervo cutaneo laterale della coscia - Attraversa l'angolo laterale del triangolo, corre sul lato della coscia e termina dividendosi nei rami anteriore e posteriore. Il ramo anteriore innerva all'aspetto anterolaterale della coscia mentre la branca laterale innerva l'aspetto laterale della regione glutea.
- Nervo femorale e suoi rami terminali - Il nervo entra nel triangolo femorale passando sotto il legamento inguinale, appena lateralmente all'arteria femorale. Nella coscia, il nervo si trova in un solco tra muscolo iliaco e muscolo grande psoas, al di fuori della guaina femorale e lateralmente all'arteria femorale. Dopo un breve decorso di circa 4 cm nella coscia, il nervo si divide in sezioni anteriori e posteriori, separate dall'arteria circonflessa femorale laterale.
- Nervo pettineo: questo nervo nasce dal nervo femorale appena sopra il legamento inguinale. Passa dietro la guaina femorale per raggiungere la superficie anteriore del muscolo pettineo.

La guaina femorale racchiude i 4 cm superiori dei vasi femorali (da laterale a mediale):
- Ramo femorale del nervo genitofemorale - occupa il compartimento laterale della guaina femorale insieme all'arteria femorale.
- Arteria femorale e dei suoi rami - emerge dalla base del triangolo femorale nel punto medio inguinale (punto tra la spina iliaca anteriore superiore e la sinfisi pubica dell'osso pelvico) ed esce attraverso l'apice del triangolo nel canale degli adduttori.
- Vena femorale e suoi affluenti - si trova medialmente rispetto all'arteria femorale alla base del triangolo, all'apice del triangolo invece, si trova posteromedialmente all'arteria femorale. Riceve dalla vena grande safena e altre vene.
- Linfonodi inguinali profondi - si trovano in profondità nella fascia profonda, nella parte superiore della vena femorale, all'interno del canale femorale. Anche il nodo di Cloquet (noto anche come nodo di Rosenmuller) si trova in questo canale. Riceve il drenaggio linfatico dai linfonodi inguinali superficiali, dal glande del pene o dal clitoride e dai vasi linfatici profondi dell'arto inferiore.

## Patologia
Le ernie crurali rappresentano la maggiore patologia della regione, seguono danni a carico del linfonodo sentinella di Cloquet.
Il triangolo femorale fornisce un facile accesso ad arterie maggiori, per questo l'angioplastica coronarica e l'angioplastica periferica vengono spesso eseguite entrando nell'arteria femorale attraverso il triangolo femorale. Un forte sanguinamento della gamba può essere fermato applicando una pressione sul triangolo femorale. L'arteria femorale è posizionata nel punto medio tra la sinfisi pubica e la spina iliaca anteriore superiore; medialmente si trova la vena femorale. Quindi la vena femorale, una volta localizzata, consente la venipuntura femorale.
Quest'area contiene i bacini superficiali e profondi dei linfonodi inguinali, ed è la posizione ideale per la linfoadenectomia inguinale. In caso di linfoadenopatia palpabile vengono rimossi sia i linfonodi profondi che i superficiali. Nei paziente con una biopsia del linfonodo sentinella positiva, vengono generalmente rimossi solo i linfonodi superficiali, a meno che non sia positivo il linfonodo di Cloquet.